# 朝堂院

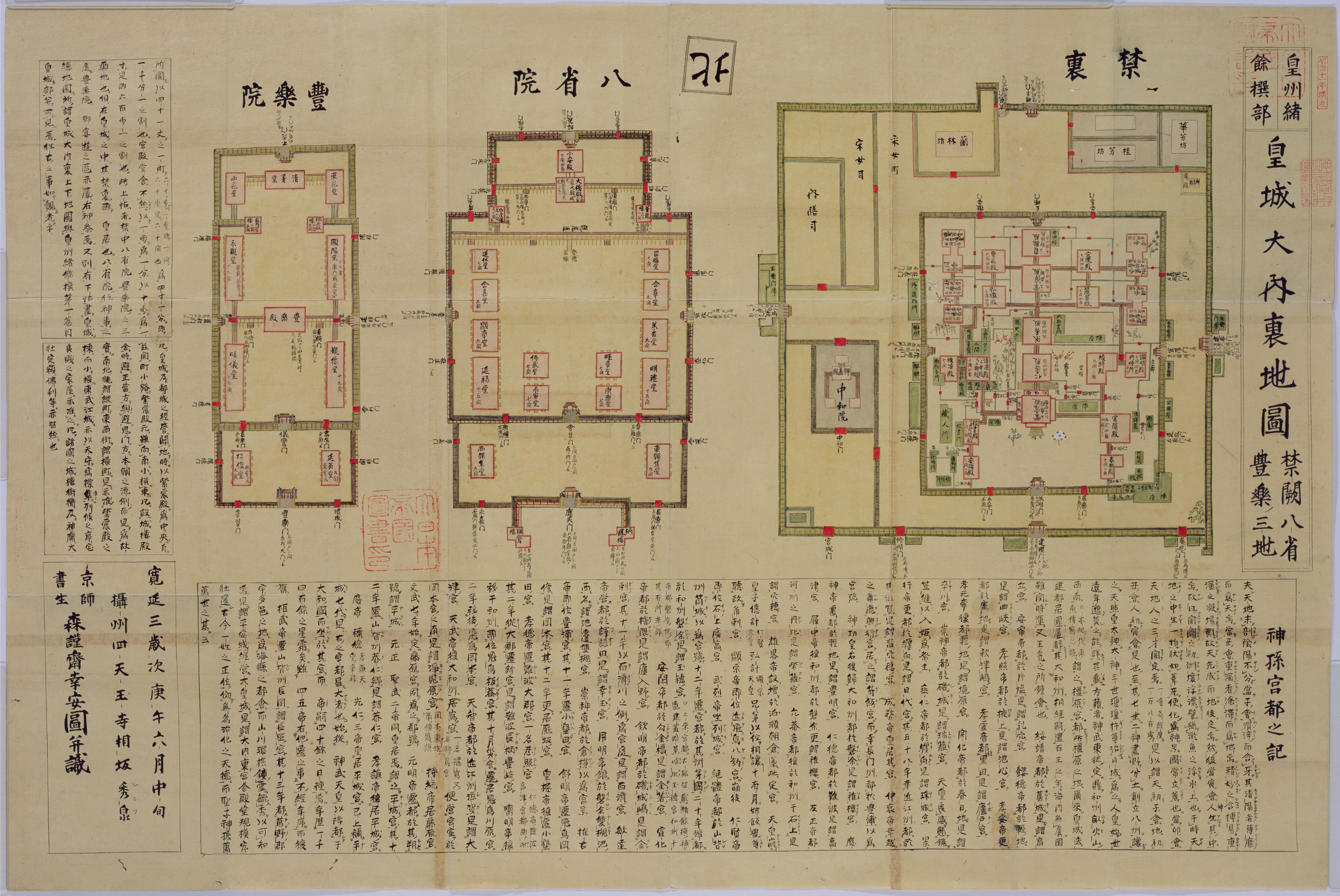
平安京朝堂院（八省院）

朝堂院為日本古代（飛鳥時代、奈良時代、平安時代）皇宮中的一個構造，有處理政務、舉行典禮等功能。818年以後改以唐名稱呼「八省院」。

## 概要

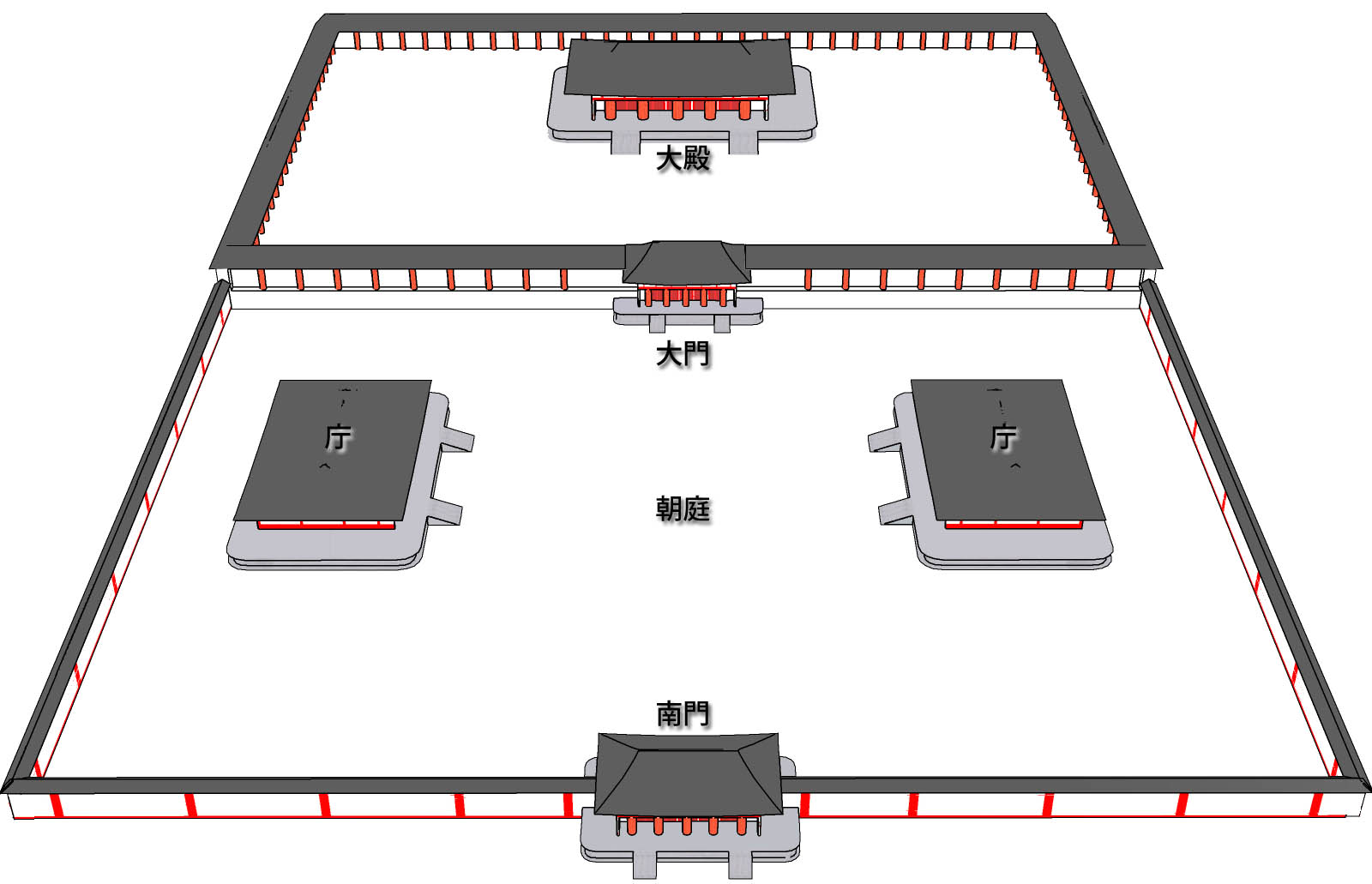
小墾田宮

朝堂院的原型，始於飛鳥時代的皇宮小墾田宮，該宮殿具有朝庭、廳和大殿等構造，日後逐漸發展為朝堂院的三種構造－大極殿、朝堂、朝集殿。
天子面南，故朝堂院皆坐北朝南，且形狀多為南北狹長，東西較窄，以長方形迴廊圍繞。其正門為朝堂院南門（在平安宮稱為會昌門）。除了平安宮以外，大部分朝堂院的北側迴廊正中為大極殿閤門，門之北即為大極殿。一座朝堂院可以具有多座朝堂，它們通常以「ㄩ」字型對稱排列於朝堂院兩側。

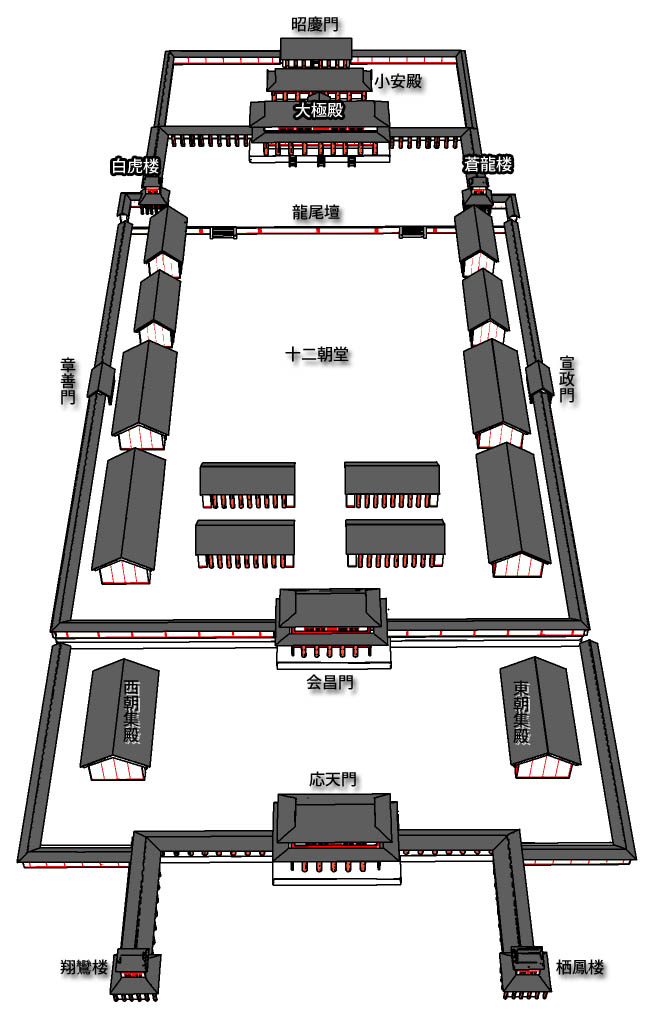
平安宮朝堂院

大極殿為皇宮正殿，為舉行各種儀式時使用。殿中央安置高御座，為天皇寶座。在平安京建立以前，大極殿實際上與朝堂院以迴廊相隔，形成獨立的「大極殿院」。
朝堂最早為舉行早朝、官員處理政務及舉辦典禮時列席之處。但後來朝廷各機關逐漸在獨立處所辦公，功能縮減的朝堂乃出現簡單化的趨向，顯示朝堂與朝政的興衰有密切關聯。
每個皇宮朝堂的數量不一致。難波長柄豐碕宮建立於652年，有著巨大的朝堂院以及十四個以上的朝堂；長岡宮有八堂，藤原宮、恭仁宮、平安宮有十二堂。
朝集殿在朝堂院南邊，為官員上朝時等待的場所。